# Hryhoryj Lazarevyč Navryčevskyj
Hryhoryj Lazarevyč Navryčevskyj (30. dubna 1928, Doněck – 5. prosince 2009) byl ukrajinský fotoreportér, umělecký fotograf, zasloužilý pracovník kultury Ukrajiny, zasloužilý novinář Ukrajiny.

## Životopis
Narodil se 30. dubna 1928 v Doněcku v dělnické rodině.
V roce 1944 začal pracovat jako asistent fotolaboratoře a poté jako fotograf. Spolupracoval s regionálními a republikovými novinami a časopisy. V roce 1947 se stal fotoreportérem pro noviny Stalinský plamen. V roce 1954 se stal pravidelným fotoreportérem časopisu Ukrajina na volné noze. V roce 1973 získal práci v novinách Večerní Doněck, kde pracoval až do odchodu do důchodu. Deset let byl ve štábu novin Doněcký kříž. Navryčevskyj také spolupracoval s dalšími médii (Pravda, Izvestija, Komsomolskaja pravda nebo Ogoňok).
Navryčevskyj byl kronikář historie Donbasu, autor mnoha fotoreportáží, portrétů významných lidí, dělníků a rolníků, účastník a vítěz mnoha regionálních, republikových a mezinárodních výstav fotografií.
Rozkazem prezidenta Ukrajiny Viktora Juščenka č. 304/2006-rp ze dne 10. srpna 2006 bylo Hryhoryji Navryčevskému uděleno doživotní státní stipendium pro vynikající osobnosti v informační oblasti.
Zemřel 5. prosince 2009 v 81 letech. Byl pohřben na Mušketovském hřbitově.
Doněcké muzeum fotožurnalistiky a fototechniky má oddělení věnované životu a dílu Grigorije Lazoreviče. V roce 2018 vydal Státní podnik Donbaská pošta na počest 10. výročí muzea miniaršík známek věnovaný muzeu. Na kuponu v pravém dolním rohu aršíku byl portrét fotografa a nápis "Hryhoryj Lazarevyč Navryčevskyj (1928-2009)".
Jeho synovec je operní pěvec (tenor) Felyks Lazarevyč Lyvšyc. Jeho bratranec je fotoreportér Jevgenij Chalděj.

## Galerie

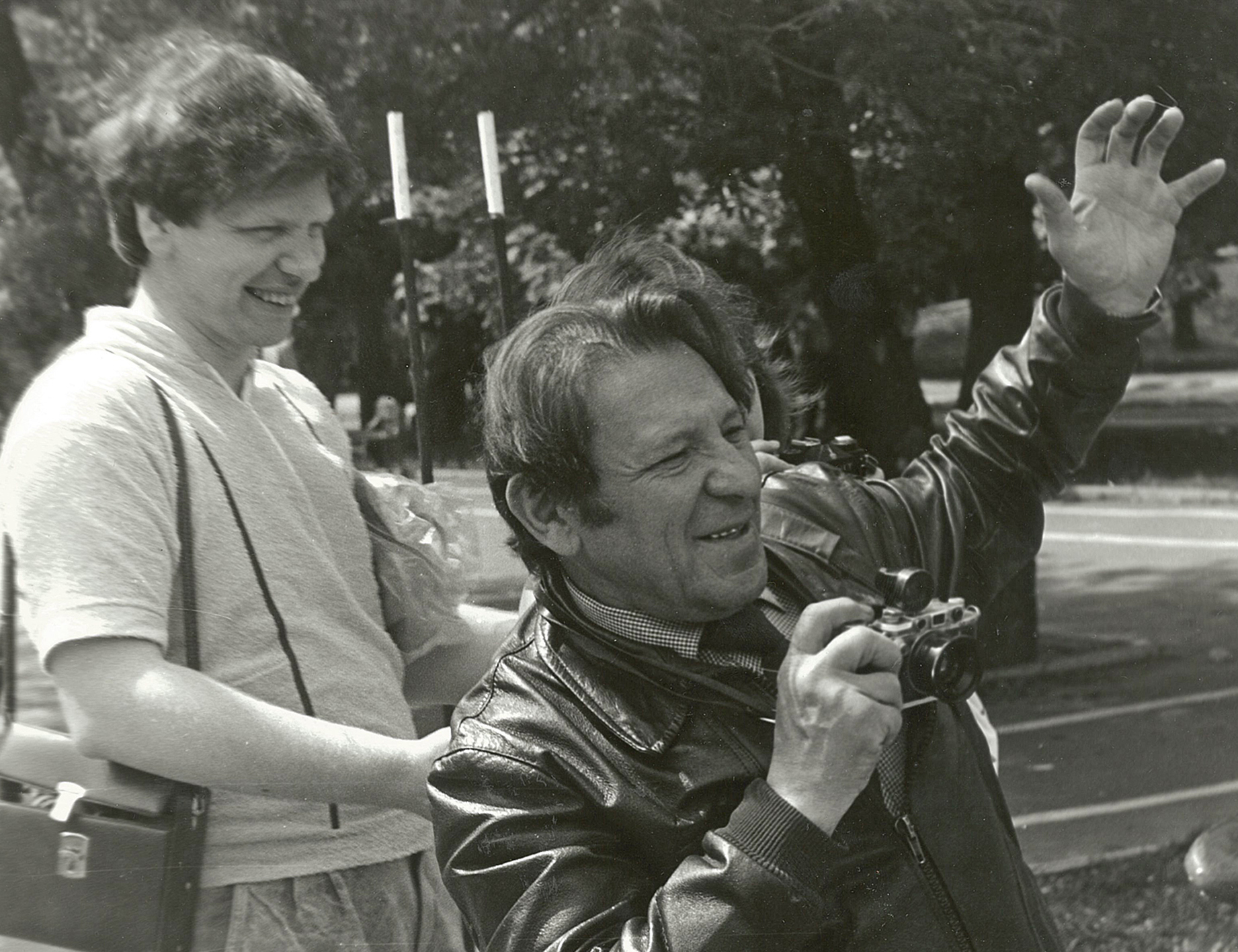
Fotografové Hryhoryj Navryčevskyj a Sergej Fedorenko
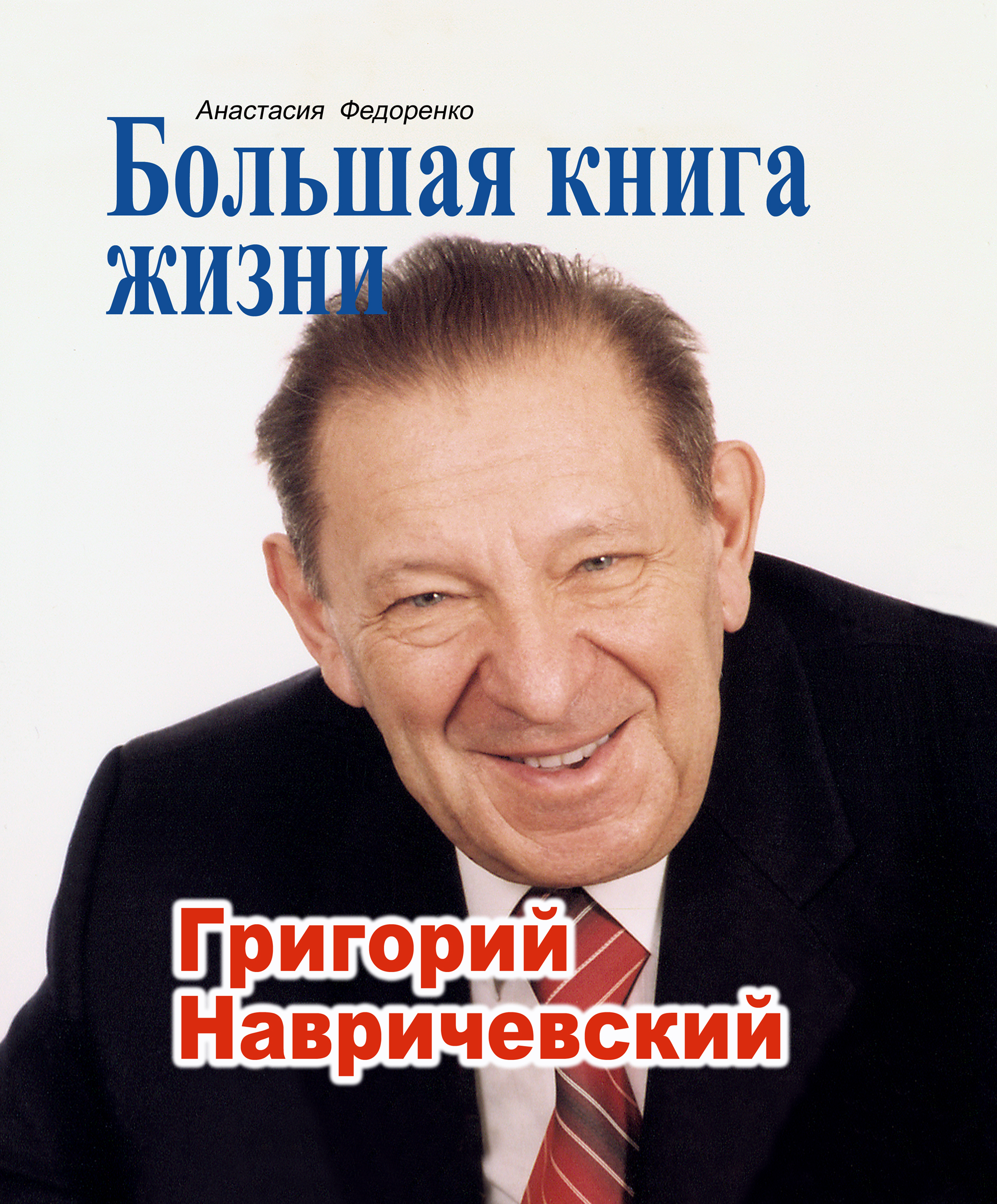
Obálka knihy Anastasie Fedorenko: „Velká kniha života. Hryhoryj Navryčevskyj"

## Ocenění
- Ctěný pracovník kultury Ukrajiny
- Řád za zásluhy 3. třídy
- Zasloužilý novinář Ukrajiny
- Laureát krajské soutěže "Zlatý skyf" (za knihu "DONBAS: éra ve tvářích")
- Odznak "Hornická sláva" 3 stupně
- Cena „Zlaté pero Donbasu“